# 依斯干達城清真寺
依斯干達城清真寺（馬來語：是柔佛州的州立清真寺，位於馬來西亞州行政区依斯干達公主城的清真寺，是继苏丹阿布峇卡清真寺的第二座州立清真寺。
这座现代清真寺于2015年6月16日揭幕，寺名紀念第二十四任柔佛蘇丹蘇丹馬末·依斯干達。可容納六千人聚禮。

## 历史
这座清真寺是由UEM Group和Cahaya Jauhar Sdn Bhd建造，也是依斯干达城的开发商。这座清真寺建于2012年，于2015年完工。
景观设计: Clouston Design Studio Sdn Bhd （页面存档备份，存于）.